# Kadoma, Japonia

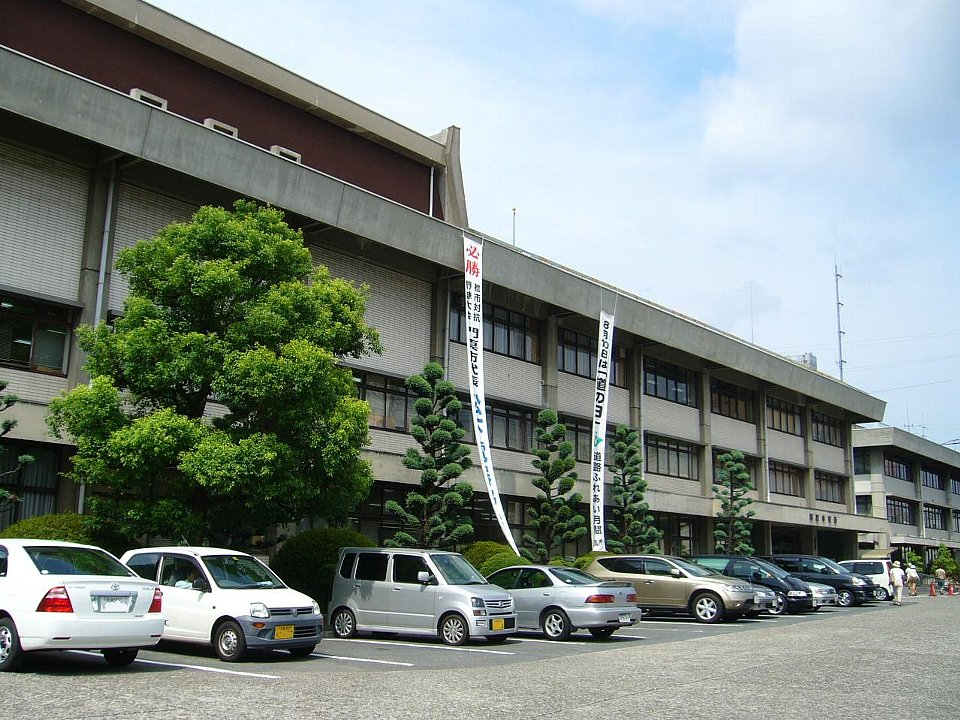
Primăria

Kadoma (門真市 Kadoma-shi?) este un municipiu din Japonia, prefectura Osaka.